# Jim Jones (hockeista su ghiaccio)
James William Jones (Espanola, 27 luglio 1949) è un ex hockeista su ghiaccio canadese.
Fratello minore di Bob, nel corso della carriera giocò due partite in National Hockey League.

## Carriera
Jones giocò a livello giovanile per tre stagioni nella Ontario Hockey Association, un anno con i Kitchener Rangers e due con i Peterborough Petes. Al termine della stagione 1968-1969 fu scelto durante l'NHL Amateur Draft al sesto giro dai Boston Bruins. Nelle prime due stagioni da professionista militò nell'organizzazione dei Bruins in Central Hockey League, presso il farm team degli Oklahoma City Blazers.
Nel 1971, divenuto free agent, Jones si trasferì ai California Golden Seals, squadra con cui fece il proprio esordio in NHL disputando due incontri nel dicembre di quell'anno; durante le stagioni 1971-72 e 1972-73 giocò infatti soprattutto nelle formazioni affiliate nelle leghe minori, come i Salt Lake Golden Eagles nella WHL, i Baltimore Clippers in AHL e i Columbus Golden Seals in IHL.
Nella stagione 1973-74 si trasferì nella Southern Hockey League, lega nella quale sarebbe avrebbe principalmente fino al termine della carriera; durante quell'anno giocò anche un incontro nella World Hockey Association con i Chicago Cougars. Nelle due stagioni successive si alternò fra presenze in SHL ad altre in IHL, oltre al finale della stagione 1974-75 con i Philadelphia Firebirds in NAHL.
Jones si ritirò definitivamente al termine della stagione 1975-1976.